# 타인 데일리
타인 데일리(Tyne Daly, 1946년 2월 21일 ~ )는 미국의 배우이다.

## 출연 작품
- 스파이더맨: 홈커밍